# Доменіко Лоренцо Понціані
Доменіко Лоренцо Понціані (англ. Domenico Lorenzo Ponziani; 9 листопада 1719, Модена, Італія — 15 липня 1796, Модена, Італія) — італійський шахіст та теоретик, представник італійської шахової школи. Опублікував трактат «Ні з чим незрівнянна гра в шахи» (1769) під анонімним авторством («Автор з Модени»), де піддав критиці низку шахових робіт, в тому числі книги Руя Лопеса та Франсуа Філідора, проаналізував деякі дебюти, зокрема італійську та англійську (яку іноді називають «дебютом Понціані») партії, навів кілька десятків прикладів з ендшпілю та завдань. Трактат Понціані неодноразово видавався в Італії та справив певний вплив на розвиток шахової теорії. 

## Книги
- «Il giuoco incomparabile degli scacchi...», Modena, 1769.